# Željko Goreta
Željko Goreta (Bosanski Šamac, 24. svibnja 1961.) hrvatski je književnik.

## Životopis
Školovao se u Slavonskom Šamcu i Osijeku. Studirao je hotelijerstvo u Opatiji te kriminalistiku u Zagrebu. Za vrijeme Domovinskog rata bio je zapovjednik satnije Hrvatske vojske te je odlikovan kao časnik Vojne policije Hrvatske vojske.
Od 1995. godine zaposlen je u Ministarstvu vanjskih i europskih poslova Republike Hrvatske. Djelovao je u raznim diplomatsko-konzularnim predstavništvima Republike Hrvatske.
Član je Društveno-kulturne platforme za Bosansku Posavinu i Posavskog književnog kruga.

## Djela
- „From the Other Side of the Gun” (New York, 2015.)
- „S druge strane ciljnika” (Zagreb, 2017.)
- „Beznadnici” (Split, 2020.)
- „Rak duše” (Vitez, 2023.)
- „Posljednji Ko(s)tromanić?” (Mostar, 2024.)[1]

### Mrežna sjedišta
- Goreta, Željko. Društvo hrvatskih književnika. Pristupljeno 25. srpnja 2025.